# 家庭裁判所前停留場

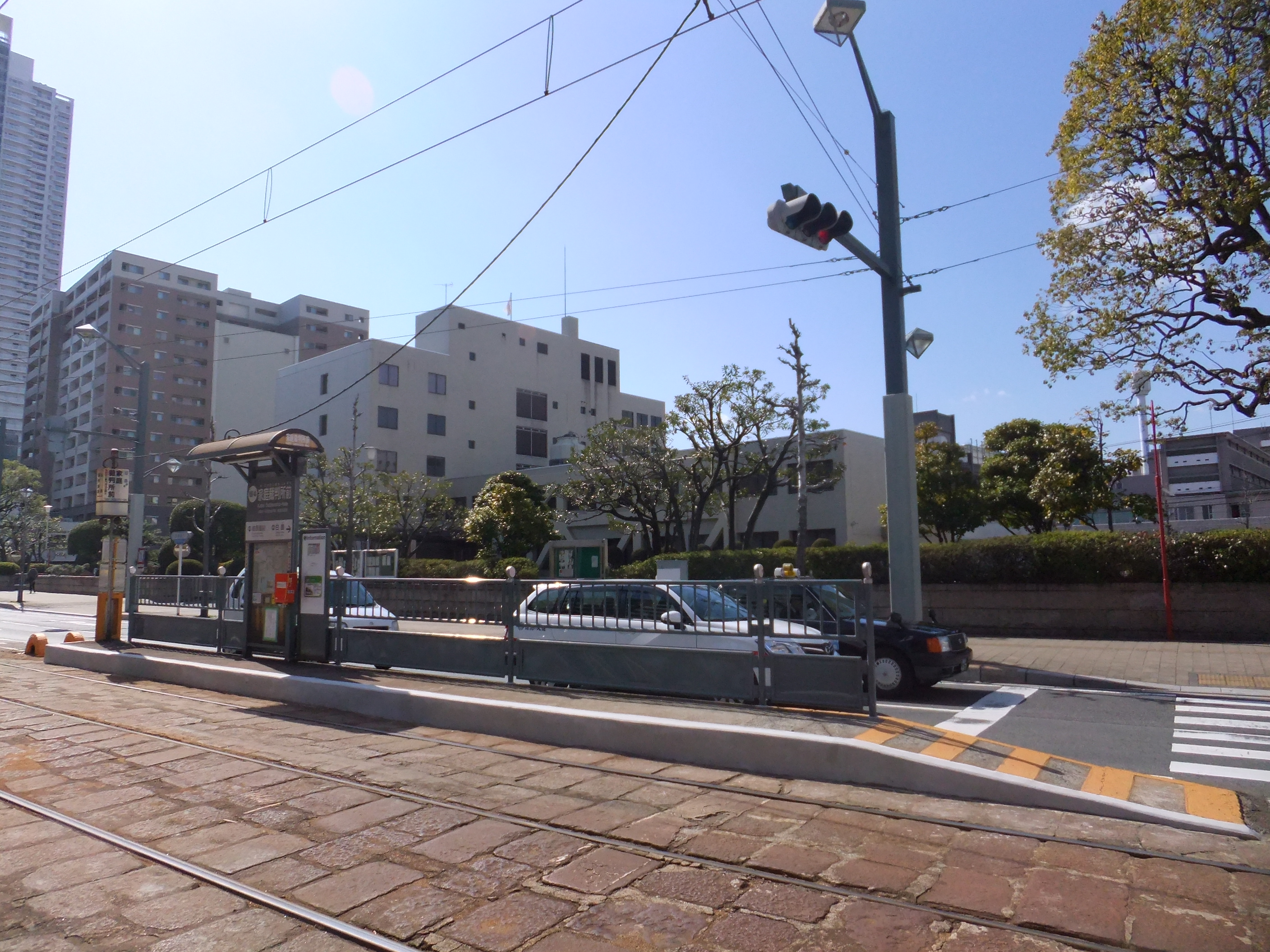
往白島方向的月台(2013年2月)

家庭裁判所前停留場（日语：／ Katei Saibansho-mae teiryūjō */?），又稱家庭裁判所前電車站，是位於廣島縣廣島市中區上幟町，廣島電鐵白島線的電車站。車站編號為W4。

## 歷史
在1912年（大正元年），廣島電鐵的前身廣島電氣軌道開設白島線，當時此電車站還未啟用。家庭裁判所前停留場於第2次世界大戰後的1952年（昭和27年）才啟用。在1945年（昭和20年）8月6日，廣島市被投下原子彈，使白島線全線不能能行。在戰後，於主幹道（白島通）上再次敷設白島線（新路軌），在開通當時此電車站也啟用。電車站名稱取自鄰近的廣島家庭裁判所。
- 1952年（昭和27年）6月10日 - 於戰後，白島線全線重開，此電車站啟用[1][4]。

## 電車站構造
本站建造在共用行車道上。站内設有2面2線的相對式低地台月台。電車線西邊是白島方向的下行月台，東邊是八丁堀方向的上行月台。

### 運行系統
此電車站是白島線電車站之一。9系統會駛入此站。
| 上行月台 | 9號線 | 前往八丁堀、江波 |
| 下行月台 | 9號線 | 前往白島         |

## 電車站周邊
本站與縮景園前停留場均鄰近司法相關設施。在電車站西邊設有廣島家庭裁判所、廣島拘置所和廣島律師會館。電車站周邊也有許多律師事務所。電車站東邊靠近京橋川。
- 中国綜合通信局（日语：中国総合通信局）
- 廣島遞信醫院（日语：広島逓信病院）
- 遞信醫院前巴士站 - 廣電巴士（日语：広電バス）6號線（日语：広電バス#江波営業所管轄）、12號線（日语：広島電鉄仁保営業課#現行路線）均停靠此站。

## 相鄰電車站
廣島電鐵
■白島線
縮景園前（W3）－家庭裁判所前（W4）－白島（W5）

## 注腳
1. 1 2 3  《広電が走る街 今昔》150-157頁
2. ↑  . 広島電鉄. 2012: 125 （日语）.
3. 1 2 3 4 5  川島令三. . 【図説】 日本の鉄道. 第7巻 広島エリア. 講談社. 2012: 8・85頁. ISBN 978-4-06-295157-9 （日语）.
4. ↑  今尾惠介（監修）. . 11 中国四国. 新潮社. 2009: 38. ISBN 978-4-10-790029-6 （日语）.
5. ↑  川島令三.  中国篇 2. 草思社. 2009: 103・107頁. ISBN 978-4-7942-1711-0.
6. ↑  《広電が走る街 今昔》101頁

## 外部連結
- 家庭裁判所前 | 電車情報：電停指南 （页面存档备份，存于）（日語） - 廣島電鐵